# Carausius lijiangensis
Carausius lijiangensis är en insektsart som beskrevs av Chen, S.C. och Yun He He 2002. Carausius lijiangensis ingår i släktet Carausius och familjen Phasmatidae. Inga underarter finns listade.